# Lijst van Alarmschijven in 1990
Deze hits waren in 1990 Alarmschijf bij Veronica op Radio 3:
| Nr.  | Datum        | Artiest                                              | Titel                                   | Hoogste positie in Top 40 |
| ---- | ------------ | ---------------------------------------------------- | --------------------------------------- | ------------------------- |
| 1038 | 5 januari    | Bolland & Bolland                                    | The wall came tumbling down             | 23                        |
| 1039 | 12 januari   | Tony Scott                                           | Get Into It                             | 4                         |
| 1040 | 19 januari   | Whitesnake                                           | Fool for Your Loving                    | 19                        |
| 1041 | 26 januari   | Sinéad O'Connor                                      | Nothing Compares 2 U                    | 1(8wk)                    |
| 1042 | 2 februari   | Chicago                                              | Look Away                               | 9                         |
| 1043 | 9 februari   | Paula Abdul & Wild Pair                              | Opposites Attract                       | 4                         |
| 1044 | 16 februari  | The Quireboys                                        | Hey You                                 | 26                        |
| 1045 | 23 februari  | Michael Bolton                                       | How Am I Supposed to Live Without You   | 3                         |
| 1046 | 2 maart      | Petra & Co                                           | Jij Daar!                               | 8                         |
| 1047 | 9 maart      | Depeche Mode                                         | Enjoy the silence                       | 8                         |
| 1048 | 16 maart     | Guru Josh                                            | Infinity (1990's... Time for the Guru)  | 3                         |
| 1049 | 23 maart     | Gary Moore & Albert King                             | Oh Pretty Woman                         | 5                         |
| 1050 | 30 maart     | Rebel MC                                             | Better World                            | 10                        |
| 1051 | 6 april      | Madonna                                              | Vogue                                   | 2                         |
| 1052 | 13 april     | André Hazes                                          | Oranje bovenaan                         | 8                         |
| 1053 | 20 april     | Phil Collins                                         | Something Happened on the Way to Heaven | 5                         |
| 1054 | 27 april     | Eros Ramazzotti                                      | Se bastasse una canzone                 | 2                         |
| 1055 | 4 mei        | Vaya Con Dios                                        | What's A Woman                          | 1(3wk)                    |
| 1056 | 11 mei       | Wilson Phillips                                      | Hold On                                 | 15                        |
| 1057 | 18 mei       | Gary Moore                                           | Still Got the Blues (For You)           | 2                         |
| 1058 | 25 mei       | Candy Dulfer                                         | Saxuality                               | 4                         |
| 1059 | 1 juni       | Adventures Of Stevie V                               | Dirty Cash                              | 1(3wk)                    |
| 1060 | 8 juni       | Mecano                                               | Hijo De La Luna                         | 3                         |
| 1061 | 15 juni      | Quincy Jones & Tevin Campbell                        | Tomorrow (A Better You, A Better Me)    | 16                        |
| 1062 | 22 juni      | World Party                                          | Way Down Now                            | 10                        |
| 1063 | 29 juni      | B.B. Queen                                           | Blueshouse                              | 7                         |
| 1064 | 6 juli       | Bob Geldof                                           | The Great Song Of Indifference          | 14                        |
| 1065 | 13 juli      | Devo                                                 | Post Post-modern Man                    | 31                        |
| 1066 | 20 juli      | Craig McLachlan & Check 1-2                          | Mona                                    | 21                        |
| 1067 | 27 juli      | Kid Frost                                            | La Raza                                 | 16                        |
| 1068 | 3 augustus   | Prince                                               | Thieves in the Temple                   | 5                         |
| 1069 | 10 augustus  | DNA & Suzanne Vega                                   | Tom's Diner                             | 2                         |
| 1070 | 17 augustus  | Aswad                                                | Next to You                             | 11                        |
| 1071 | 24 augustus  | Henk Wijngaard                                       | Hé Suzie                                | 8                         |
| 1072 | 31 augustus  | New Kids On The Block                                | Tonight                                 | 4                         |
| 1073 | 7 september  | Caron Wheeler                                        | Livin' In the Light                     | 11                        |
| 1074 | 14 september | Vanessa Paradis                                      | Tandem                                  | 26                        |
| 1075 | 21 september | Clouseau                                             | Heel Alleen                             | 13                        |
| 1076 | 28 september | René Froger                                          | Just Say Hello!                         | 11                        |
| 1077 | 5 oktober    | Maria McKee                                          | Show Me Heaven                          | 1(2wk)                    |
| 1078 | 12 oktober   | Iggy Pop & Kate Pierson                              | Candy                                   | 4                         |
| 1079 | 19 oktober   | Whitney Houston                                      | I'm Your Baby Tonight                   | 2                         |
| 1080 | 26 oktober   | Concrete Blonde                                      | Joey                                    | 14                        |
| 1081 | 2 november   | Nigel Kennedy                                        | Spring (Vivaldi's Four Seasons)         | 21                        |
| 1082 | 9 november   | Milli Vanilli                                        | Keep On Running                         | 9                         |
| 1083 | 16 november  | Anita Meyer                                          | Freedom                                 | 21                        |
| 1084 | 23 november  | EMF                                                  | Unbelievable                            | 6                         |
| 1085 | 30 november  | Living Colour                                        | Love Rears Its Ugly Head                | 12                        |
| 1086 | 7 december   | INXS                                                 | Disappear                               | 9                         |
| 1087 | 14 december  | Malcolm McLaren & The World Famous Supreme Team Show | Operaa House                            | 15                        |
| 1088 | 21 december  | Julee Cruise                                         | Falling                                 | 20                        |
| -    | 28 december  | geen Alarmschijf                                     | geen Alarmschijf                        | geen Alarmschijf          |

1969 ·
1970 ·
1971 ·
1972 ·
1973 ·
1974 ·
1975 ·
1976 ·
1977 ·
1978 ·
1979 ·
1980 ·
1981 ·
1982 ·
1983 ·
1984 ·
1985 ·
1986 ·
1987 ·
1988 ·
1989 · 
1990 · 
1991 · 
1992 · 
1993 · 
1994 · 
1995 · 
1996 · 
1997 · 
1998 · 
1999 · 
2000 · 
2001 · 
2002 · 
2003 · 
2004 · 
2005 · 
2006 · 
2007 · 
2008 · 
2009 ·
2010 ·
2011 ·
2012 ·
2013 ·
2014 ·
2015 ·
2016 ·
2017 ·
2018 ·
2019 ·
2020 ·
2021 ·
2022 ·
2023 ·
2024 ·
2025